# Утакмице фудбалске репрезентације Мађарске 1986.
| Домаћин | Гост |

Фудбалска репрезентација Мађарске је током 1986. године одиграла десет званичних утакмица. Колико год да је година добро почела, толико је лош био и наставак! У Катару је селекција Мађарске два пута савладала репрезентацију Азије, а потом и домаћина Катар са 3 : 0. Репрезентација је у Будимпешти наставила добру традицију против Бразила, само један од три досадашња меча био је нерешен, друга два меша против Бразила су биле победе. Победа од 3 : 0 је требао да буде добар знак за наступајуће Светско првенство у Мексику.
У првом групном мечу Светског првенства дошао је хладан туш од Зборнаје, поражавајучих 6 : 0. После победе против Канаде, остало је још наде за напредовање, довољан би био и реми. Међутим, коначни освајачи бронзаних медаља на Светском првенству, Француске, били су тврд орах. Француска предвођена Батистоном, Аморосом, Тиганом, Жиресом, Папином и Платинијем лако победили мађарску репрезентацију са 3 : 0.
Након неуспеха на Светском првенству, Ђерђа Мезеија је на месту савезног капитена наследио Имре Комора.
После Светског првенства почеле су квалификације за Европско првенство 1988. године. На крају године одиграле су се две утакмице од којих је мађарска репрезентација обе изгубила.
Савезни селектори националног тима у овом периоду су били:
- Ђерђ Мезеи (600 — 606.)
- Имре Комора (607 — 609.)[note 1]

## Утакмице
| Реп. Азије | 0 : 3 (0 : 2) | Мађарска                      |
| ---------- | ------------- | ----------------------------- |
|            | Извештај      | 3’ Киприх · 41’ 58’ Естерхази |

| Реп. Азије | 0 : 2 (0 : 0) | Мађарска                    |
| ---------- | ------------- | --------------------------- |
|            | Извештај      | 61’ (пен) Петер · 80’ Ковач |

| Катар | 0 : 3 (0 : 2) | Мађарска                            |
| ----- | ------------- | ----------------------------------- |
|       | Извештај      | 12’ Хених · 37’ Киприх · 50’ Детари |

| Мађарска                              | 3 : 0 (1 : 0) | Бразил |
| ------------------------------------- | ------------- | ------ |
| Детари 5’ · Ковач 60’ · Естерхази 73’ | Извештај      |        |

| Совјетски Савез                                                                                             | 6 : 0 (1 : 0) | Мађарска |
| --- | ------------- | -------- |
| П. Јаковенко 2’ · Алејников 4’ · И. Бјеланов 23’ (пен) · И. Јеремчук 66’ · Дајка 74’ (аг) · С. Родионов 79’ | Извештај      |          |

| Мађарска                  | 2 : 0 (1 : 0) | Канада |
| ------------------------- | ------------- | ------ |
| Естерхази 2’ · Детари 75’ | Извештај      |        |

| Мађарска | 0 : 3 (0 : 1) | Француска                                |
| -------- | ------------- | ---------------------------------------- |
|          | Извештај      | 30’ Ј. Стопира · 62’ Тигана · 84’ Рошето |

| Норвешка | 0 : 0    | Мађарска |
| -------- | -------- | -------- |
|          | Извештај |          |

| Мађарска | 0 : 1 (0 : 0) | Холандија      |
| -------- | ------------- | -------------- |
|          | Извештај      | 68’ ван Бастен |

| Грчка                                  | 2 : 1 (1 : 0) | Мађарска |
| -------------------------------------- | ------------- | -------- |
| Т. Митропулос 38’ · Н. Анастопулос 65’ | Извештај      | 73’ Бода |

## Голгетери у 1986.
| - Јожеф Киприх - Мартон Естерхази - Золтан Петер - Калман Ковач - Лајош Детари |

## Извори и спољашње везе
- Dénes Tamás-Rochy Zoltán. A 700. után. Rochy és Társa. ISBN 963-04-7169-8.
- Све утакмице репрезентације Мађарске
- Репрезентација Мађарске на фудбалској бази података
- Утакмице репрезентације Мађарске (1986)